# Ёёги-Коэн (станция)
Станция Ёёги-Коэн (яп. 代々木公園駅 ёёги ко:эн эки) — железнодорожная станция на линии Тиёда, расположенная в специальном районе Сибуя, Токио. Станция линии Тиёда имеет обозначение C-02. Станция была открыта 20 октября 1972 года. На станции установлены автоматические платформенные ворота.

## Планировка станции
Одна платформа островного типа и два пути.
| 1 | ○ Линия Тиёда | Ёёги-Уэхара, Каракида (Линия Тама)          |
| 2 | ○ Линия Тиёда | Отэмати, Аясэ, Абико (JR East Линия Дзёбан) |

## Близлежащие станции
| «           |  | Линия       |  | »                |
| ----------- |  | ----------- |  | ---------------- |
| Ёёги-Уэхара |  | Линия Тиёда |  | Мэйдзи-Дзингумаэ |